# 波迪
波迪（法語：Paudy，法語發音：[podi]）是法国安德尔省的一个市镇，位于该省东北部，位于该省北部，属于伊苏丹区。

## 地理
波迪（47°2'17"N, 1°55'6"E）面积30.28 平方千米，位于法国中央-卢瓦尔河谷大区安德尔省，该省份为法国中部省份，北起卢瓦-谢尔省，西北接安德尔-卢瓦尔省，西南接维埃纳省，南至克勒兹省和上维埃纳省，东临谢尔省。
与波迪接壤的市镇（或旧市镇、城区）包括：莱博尔德、迪乌、日鲁、利兹赖、梅内特雷奥勒-苏瓦唐、勒伊、圣利宰涅、瓦唐。

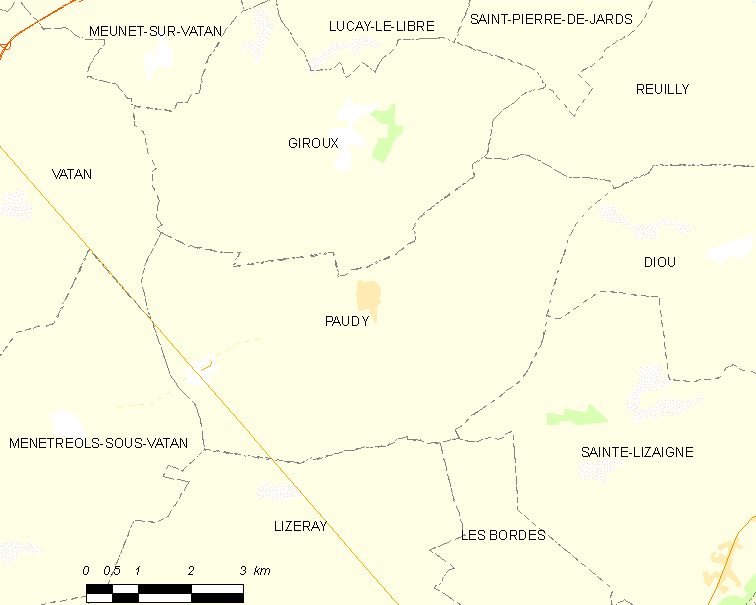
波迪的OSM定位图

波迪的时区为UTC+01:00、UTC+02:00（夏令时）。

## 行政
波迪的邮政编码为36260，INSEE市镇编码为36152。

## 政治
波迪所属的省级选区为勒夫鲁县。

## 人口

1962-2008年间波迪人口变化图示

波迪于2022年1月1日时的人口数量为437人。